# Траян Доямов
Траян Христов Доямов (на гръцки: Τραϊανός Δογιάμας, Траянос Доямас или Τράιος Δογιάμα, Трайос Дояма) e гъркомански деец на гръцка андартска чета в Македония, ренегат от Вътрешната македоно-одринска революционна организация.

## Биография
Траян Доямов е роден в семейството на Христо и Гиля (Ангелики) Доямови в гумендженското село Баровица, което тогава е в Османската империя, днес Кастанери, Гърция. Знае да пише и на български и на гръцки език. Траян има трима братя – Гоно (Гонос), Димитър (Митрос) и Лазар (Лазарос), както и сестра Мария. Траян Доямов става нелегален и се включва в българска чета на Вътрешната македоно-одринска революционна организация, последван по-късно и от Лазар. Турците арестуват Гоно и Димитър, но те успяват да избягат и се присъединяват към другите двама братя.
След създалия се конфликт между Апостол войвода и Иван Карасулийски през 1902 година на ниво вътрешни и върховисти, братя Доямови се отцепват и създават собствена чета.
През 1903 година Траян Доямов действа с чета в района на Паяк планина. През 1904 година се присъединява към четата на брат си Лазар, който междувременно се присъединява към гръцката въоръжена пропаганда в областта. Заедно двамата в края на 1904 година влизат в Баровица и Лазар убива няколко дейци на ВМОРО. За наказание Христо Бабянски обесва на 27 декември 1904 година братовчеда на Доямови Костадин Доямов между Боймица и Горгопик. След като братята му Гоно и Димитър са арестувани от турците в началото на 1905 година се прехвърля в района на Ениджевардарското езеро при Михаил Мораитис, където през ноември пристига и брат му.
Предателството му не е разкрито и продължава да поддържа добри отношения с Апостол войвода и същевременно с андартския капитан Христос Карапанос. Заловен е от османските власти и е предаден в София. За кратко е арестуван, а след това е освободен, но е настанен в хан под полицейско наблюдение. Започва да кореспондира чрез писма с брат си Лазар Доямов и с гумендженския ръководител на гръцката пропаганда Ангелос Сакелариу, който приканва Стефанос Драгумис към края на 1906 година да предприеме мерки по бягството на Траян обратно във вътрешността на Македония. В началото на 1907 година Траян Доямов е убит при опит да премине българо-турската граница.